# Voorstadstrein van Matsuyama
De voorstadstreinen van Matsuyama verzorgen samen met de tram en het busnet het openbaar vervoer in en rond de Japanse stad Matsuyama, hoofdstad van de prefectuur Ehime.
De voorstadstreinen worden uitgebaat door het privébedrijf Iyo Tetsudō K.K. (伊予鉄道株式会社) of afgekort Iyotetsu (伊予鉄).

## Het net
Het net telt drie radiale lijnen die convergeren in het zogenaamde stadsstation van Matsuyama dat op circa 1,3  km afstand ligt van het door de Japanse spoorwegen (JR) bediende station.
| Kleur | Lijn            | Japans   | Bestemming                                | Lengte  | Aantal stations |
| ----- | --------------- | -------- | ----------------------------------------- | ------- | --------------- |
|       | Takahama-lijn   | 高浜線   | Takahama - Matsuyama stadsstation         | 9,4 km  | 10              |
|       | Yokogawara-lijn | 横河原線 | Yokogawara - Matsuyama stadsstation       | 13,2 km | 15              |
|       | Gunchū-lijn     | 郡中線   | Haven van Gunchū - Matsuyama stadsstation | 11,3 km | 12              |

## Geschiedenis
Het bedrijf Iyotetsu werd opgericht op 14 september 1887 en opende de Takahama-lijn op 28 oktober 1888. Dit was meteen de eerste spoorlijn op het eiland Shikoku en de derde in Japan die door een privé-operator werd ingericht. Iyotetsu verwijst naar de naam van de voormalige provincie Iyo.
Vanaf 1911 werd Iyotetsu ook de uitbater van de stadstram van Matsuyama. Vanaf dan kreeg de stadstram dezelfde spoorwijdte als die van de meeste treinen in Japan (en dus ook de voorstadstreinen van Matsuyama), namelijk kaapspoor (1067 mm).

## De lijnen

### Takahama-lijn

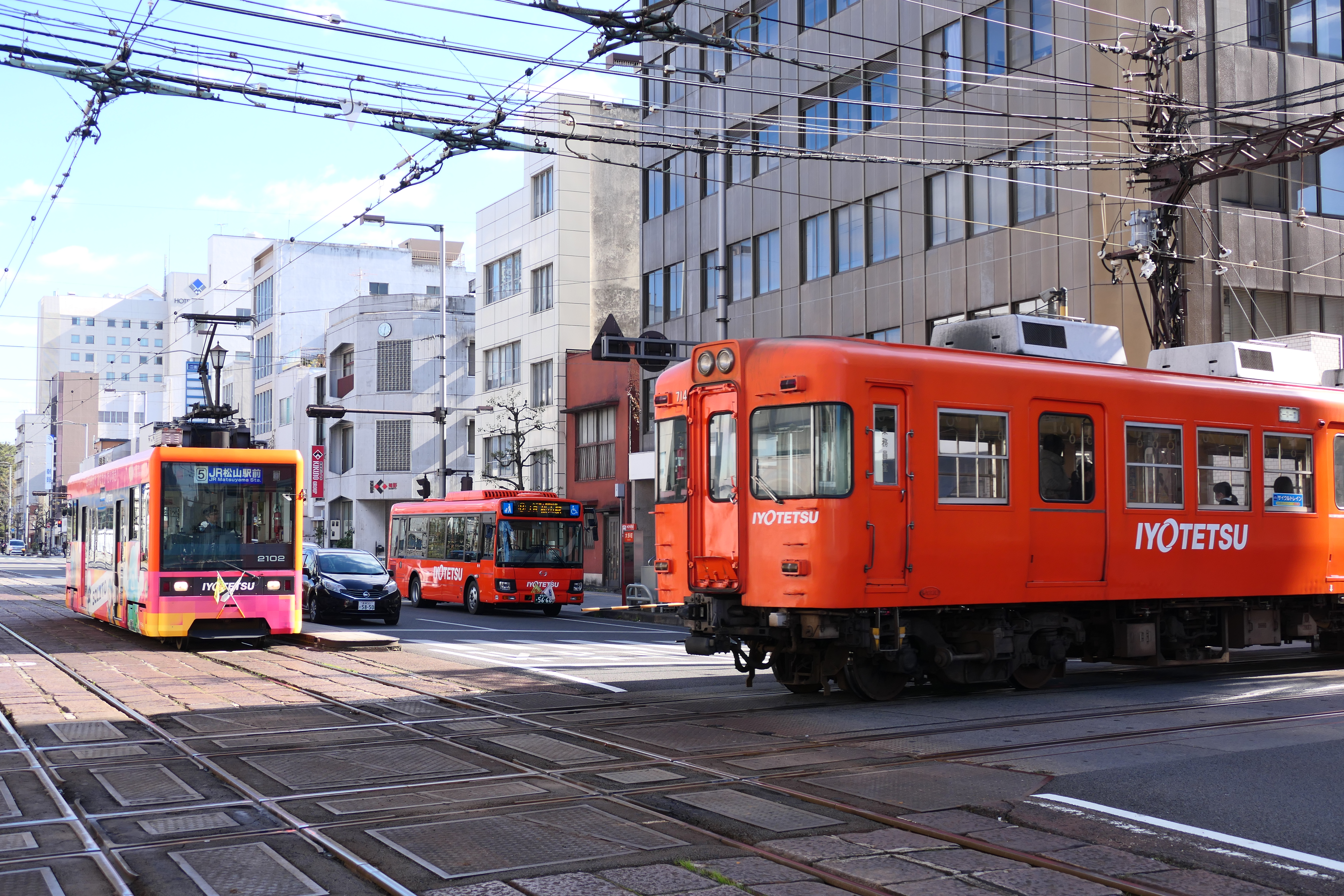
Gelijkgrondse kruising ter hoogte van station Ōtemachi tussen de Takahama-lijn en de stadstram

Deze 9,4 km lange lijn opende in 1888 op een spoorwijdte van 762 mm. In 1931 werd de lijn heraangelegd naar kaapspoor en geëlektrificeerd op 600 V=. Dit bleef door de jaren ongewijzigd in tegenstelling tot de Yokogawara- en Gunchū-lijnen waar de spanning van de bovenleiding verhoogd werd tot 750 V.
De lijn die de verbinding vormt tussen de havenplaats Mitsuhama en het stadsstation van Matsuyama, is dubbelsporig behalve voor het traject tussen het station Baishinji en het eindpunt. Er bestaan plannen om de Takahama-lijn met één halte te verlengen tot aan de ferryhaven van Matsuyama waar veerboten aanmeren van en naar Hiroshima, Kure en andere bestemmingen. Deze ferryhaven wordt thans bediend door een aansluitende bus. Op deze lijn geldt een maximumsnelheid van 60 km/uur.
De ritten op deze lijn gaan in het stadsstation meestal over naar de Yokogawara-lijn. Overdag in de week geldt een kwartierdienst. 
De stations zijn naar Japanse gewoonte genummerd. Op deze lijn loopt de nummering van IY01 tot IY10. Het nummer IY00 is voorbehouden voor het geplande station aan de veerhaven.
Ter hoogte van het station, kruist de Takahama-lijn gelijkgronds met de stadstram. Dit is de enige bestaande gelijkgrondse spoorweg-/tramkruising van Japan.
| Nummer | Naam                   | Naam       | Afstand (km) | Overstapmogelijkheden                                                               |
| ------ | ---------------------- | ---------- | ------------ | ----------------------------------------------------------------------------------- |
| IY00   | Matsuyama Tourist Port | 松山観光港 | -            | Veerverbindingen onder meer naar de Kutsuna-eilanden en Kure                        |
| IY01   | Takahama               | 高浜       | 0,0          |                                                                                     |
| IY02   | Baishinji              | 梅津寺     | 1,2          |                                                                                     |
| IY03   | Minatoyama             | 港山       | 2,0          |                                                                                     |
| IY04   | Mitsu                  | 三津       | 3,0          |                                                                                     |
| IY05   | Yamanishi              | 山西       | 4,0          |                                                                                     |
| IY06   | Nishi-Kinuyama         | 西衣山     | 5,1          |                                                                                     |
| IY07   | Kinuyama               | 衣山       | 6,0          |                                                                                     |
| IY08   | Komachi                | 古町       | 7,6          | Tram van Matsuyama lijnen en                                                        |
| IY09   | Ōtemachi               | 大手町     | 8,5          | Tram van Matsuyama lijnen , en                                                      |
| IY10   | Matsuyama City         | 松山市     | 9,4          | Yokogawara-lijn (doorgaande dienst) en Gunchū-lijn - Tram van Matsuyama lijnen , en |

### Yokogawara-lijn
Deze 13,2 km lange lijn opende op 7 mei 1893 op een spoorwijdte van 762mm en werd in 1931 omgebouwd naar kaapspoor. De stoomlocomotieven maakten in 1954 plaats voor dieseltractie en in 1967 werd de lijn geëlektrificeerd op 750 V gelijkstroom. Een doorgaande verbinding met de Takahama-lijn begon in 1981.
De lijn verbindt Matsuyama met Tōon en rijdt vanaf het stadscentrum oostwaarts tot het eindstation Yokogawara. 
De lijn telt 15 stations en is over de volledige lengte enkelspoor, weliswaar met kruisingsmogelijkheden in een aantal stations. De treinen rijden om het kwartier en zetten hun rit meestal verder naar de Takahama-lijn.
| Nummer | Naam                      | Naam           | Afstand (km) | Overstapmogelijkheden                                                             | Locatie   |
| ------ | ------------------------- | -------------- | ------------ | --------------------------------------------------------------------------------- | --------- |
| IY10   | Matsuyama City            | 松山市         | 0,0          | Takahama-lijn (doorgaande dienst) en Gunchū-lijn - Tram van Matsuyama lijnen , en | Matsuyama |
| IY11   | Ishitegawakoen            | 石手川公園     | 0,8          |                                                                                   | Matsuyama |
| IY12   | Iyotachibana              | いよ立花       | 1,4          |                                                                                   | Matsuyama |
| IY13   | Fukuonji                  | 福音寺         | 2,9          |                                                                                   | Matsuyama |
| IY14   | Kita-Kume                 | 北久米         | 3,9          |                                                                                   | Matsuyama |
| IY15   | Kume                      | 久米           | 4,5          |                                                                                   | Matsuyama |
| IY16   | Takanoko                  | 鷹ノ子         | 5,6          |                                                                                   | Matsuyama |
| IY17   | Hirai                     | 平井駅         | 6,9          |                                                                                   | Matsuyama |
| IY18   | Umenomoto                 | 梅本           | 8,2          |                                                                                   | Matsuyama |
| IY19   | Ushibuchi-Danchi-Mae      | 牛渕団地前     | 9,0          |                                                                                   | Tōon      |
| IY20   | Ushibuchi                 | 牛渕           | 10,0         |                                                                                   | Tōon      |
| IY21   | Tanokubo                  | 田窪           | 10,9         |                                                                                   | Tōon      |
| IY22   | Minara                    | 見奈良         | 11,6         |                                                                                   | Tōon      |
| IY23   | Aidai Igakubu-Minamiguchi | 愛大医学部南口 | 12,4         |                                                                                   | Tōon      |
| IY24   | Yokogawara                | 横河原         | 13,6         |                                                                                   | Tōon      |

### Gunchū-lijn
De oorspronkelijk 10,7 km lange lijn werd op 4 juli 1896 met een spoorwijdte van 762mm in dienst genomen door de Zuid-Iyo spoorweg. Door een fusie nam Iyotetsu de lijn in 1900 over. In 1937 onderging ook deze lijn een wijziging van de spoorwijdte naar kaapspoor. In 1939 volgde een lijnverlenging over 600m tot Gunchuko, waardoor een overstapmogelijkheid werd gecreëerd naar het JR-station Iyo (vandaag de dag: Iyoshi) op de Yosan-lijn. In 1950 werd de lijn middels een bovenleiding geëlektrificeerd op 600 V= en in 1976 verhoogde men de bovenleidingsspanning tot 750 V=. Een centrale verkeersleiding zorgt sinds 1993 voor een beveiligd beheer. De lijn is enkelsporig op enkele kruisingsplaatsen na.
De Gunchū-lijn die Matsuyama met Iyo verbindt, vertrekt eveneens in het stadsstation van Matsuyama en eindigt in het station van Gunchū-haven.
| Nummer | Naam           | Naam   | Afstand (km) | Overstapmogelijkheden                                         | Locatie   |
| ------ | -------------- | ------ | ------------ | ------------------------------------------------------------- | --------- |
| IY10   | Matsuyama City | 松山市 | 0,0          | Takahama- en Yokogawara-lijn - Tram van Matsuyama lijnen , en | Matsuyama |
| IY25   | Dobashi        | 土橋   | 0,7          |                                                               | Matsuyama |
| IY26   | Doida          | 土居田 | 2,2          |                                                               | Matsuyama |
| IY27   | Yōgo           | 余戸   | 3,5          |                                                               | Matsuyama |
| IY28   | Kamata         | 鎌田   | 4,2          |                                                               | Matsuyama |
| IY29   | Okada          | 岡田   | 5,6          |                                                               | Masaki    |
| IY30   | Koizumi        | 古泉   | 6,6          |                                                               | Masaki    |
| IY31   | Masaki         | 松前駅 | 7,9          |                                                               | Masaki    |
| IY32   | Jizōmachi      | 地蔵町 | 8,6          |                                                               | Masaki    |
| IY33   | Shinkawa       | 新川   | 9,5          |                                                               | Iyo       |
| IY34   | Gunchū         | 郡中   | 10,7         |                                                               | Iyo       |
| IY35   | Gunchū Port    | 郡中港 | 11,3         | Shikoku Railway Company - Yosan-lijn (via station Iyoshi)     | Iyo       |

### Voormalige aansluitende lijn
Een 4,4 km lange zijlijn met een spoorwijdte van 762mm opende in 1896 tussen Iyotachibana (op de Yokogawara-lijn) en Morimatsu. De lijn werd in 1931 herbouwd tot kaapspoor maar in 1965 volgde de sluiting.

## Rollend materieel
Het net wordt geëxploiteerd met drie types twee- en drieledige elektrische treinstellen.
| Type                | Aantal                                       | Nummers    | Opmerkingen                                 | Foto |
| ------------------- | -------------------------------------------- | ---------- | ------------------------------------------- | ---- |
| Iyotetsu serie 700  | 2 tweeledige stellen en 4 drieledige stellen | sinds 1987 | omgebouwd van de voormalige Keio 5000-serie |      |
| Iyotetsu serie 610  | 2 tweeledige stellen                         | sinds 1995 |                                             |      |
| Iyotetsu serie 3000 | 10 drieledige stellen                        | sinds 2009 | omgebouwd van de voormalige Keio 3000-serie |      |